# Filipp Starikow
Filipp Nikanorowicz Starikow (ros. Филипп Никанорович Стариков, ur. 2 listopada?/14 listopada 1894 we wsi Nowo-Tołmackaja w guberni wiackiej, zm. 18 października 1980 w Moskwie) – radziecki dowódca wojskowy, generał porucznik.

## Życiorys
Od 1915 służył w rosyjskiej armii, uczestniczył w I wojnie światowej jako starszy pisarz pułku piechoty na Froncie Rumuńskim, 1918 wstąpił do Armii Czerwonej, walczył w wojnie domowej na Froncie Wschodnim, Południowym i Turkiestańskim jako dowódca plutonu. W 1920 skończył kursy piechoty w Samarze i został dowódcą kompanii i następnie batalionu, później dowódcą i komisarzem Oddziału Pamirskiego, 1928 ukończył kursy „Wystrieł”, 1931 został szefem sekcji 1 sztabu dywizji piechoty, później dowódcą pułku piechoty, a 1937-1938 był dowódcą dywizji piechoty. W 1938 został dowódcą 9 Korpusu Piechoty Leningradzkiego Okręgu Wojskowego, na tym stanowisku 1939-1940 brał udział w wojnie z Finlandią, po zakończeniu której został starszym inspektorem Inspekcji Piechoty Armii Czerwonej, 4 czerwca 1940 otrzymał stopień generała majora. Od sierpnia do listopada 1941 był dowódcą 19 Korpusu Piechoty 23 Armii Frontu Północnego/Leningradzkiego, w listopadzie-grudniu 1941 był naczelnikiem wschodniego sektora Łużskiej Grupy Operacyjnej - zastępcą dowódcy 23 Armii, od grudnia 1941 do kwietnia 1942 dowódcą Siniawinskiej Grupy Operacyjnej, zastępcą dowódcy 8 Armii i dowódcą Wołchowskiej Grupy Operacyjnej, a od kwietnia 1942 do końca wojny dowódcą 8 Armii. Brał udział w przerwaniu blokady Leningradu, operacji mgińskiej i leningradzko-nowogrodzkiej, w listopadzie 1942 otrzymał stopień generała porucznika, od lutego 1944 uczestniczył w operacji narwskiej i tallińskiej, a od grudnia 1944 do maja 1945 w zajęciu wybrzeża Estonii. Po wojnie był zastępcą dowódcy wojsk Moskiewskiego Okręgu Wojskowego, pomocnikiem generalnego inspektora wojsk piechoty Głównej Inspekcji Ministerstwa Obrony ZSRR, od 1949 starszy wykładowca, 1949 ukończył Wyższe Kursy Akademickie przy Wyższej Akademii Wojskowej im. Woroszyłowa i został starszym wykładowcą w tej akademii. W latach 1949–1951 i 1953-1954 był zastępcą przewodniczącego KC Dobrowolnego Stowarzyszenia Pomocy Armii, Lotnictwu i Flocie (DOSAAF), 1951-1953 pracował w Radzie Ministrów ZSRR, 1954-1955 kierował katedrą Moskiewskiego Instytutu Handlu Zagranicznego, 1955 zakończył służbę wojskową.

## Odznaczenia
- Order Lenina
- Order Czerwonego Sztandaru (trzykrotnie)
- Order Suworowa I klasy
- Order Kutuzowa I klasy
- Order Czerwonej Gwiazdy

I medale.